# Энергетическая башня
Энергетическая башня — проектируемое устройство для производства электроэнергии. Данная установка комбинирует в себе солнечную и ветровую энергетику. 
Вода из находящегося рядом с башней водоёма перекачивается на верх башни и распыляется, охлаждая тем самым находящийся там жаркий воздух. Охлажденный воздух течёт вниз и вращает турбину, находящуюся внизу. В настоящее время не построено ни одной подобной установки, однако в израильском университете Технион группой учёных под руководством профессора Дана Заславского с 1982 года проводится большая  работа по изучению потенциала и проектированию этих устройств.

## Хронология
1965 год. Впервые выдвинута идея получения энергии с помощью энергетических башен такого типа. Идея принадлежит профессору Филлипу Карлсону из фирмы "Локхид".
1975 год. Выдача патента на изобретение Филлипу Карлсону.
1982 год. Начало интенсивной изыскательной работы в израильском университете Технион. Команда из десятков учёных и инженеров под руководством профессора Дана Заславского потратила более 100 человеко-лет на исследование и разработку проекта энергетической башни.
1994 год. По поручению министра энергетики Израиля была создана специальная комиссия из независимых специалистов, проведшая тщательную проверку результатов работы команды профессора Заславского. Заключение комиссии было полностью положительным. Команда Техниона продолжает совершенстовать свой проект.
2000 год. Индийская научная организация TIFAC (Technology, Information, Forecasting and Assessment Council) после собственного рецензирования проекта израильских учёных, к тому моменту содержащему уже около 2500 страниц, делает предложение правительству Израиля о дальнейшей совместной работе. Было дано согласие.
2001 год. Образована совместная израильско-индийская Управляющая комиссия (англ. Steering Committee). В мае 2001 г. она провела конференцию в Иерусалиме, на которой было принято принципиальное решение построить демонстрационную энергетическую башню мощностью от 6.5 до 10 МВт, высотой 400 метров, диаметром 150 метров. Её стоимость была оценена в 100 миллионов долларов. Половину этой суммы было готово выделить правительство Индии; начался поиск инвесторов, готовых оплатить вторую половину. Проект не был реализован.
2011 год. Американская компания Clean Wind Energy объявляет о планах сооружения двух энергетических башен высотой 3000 футов (914,4 метра). Башни будут расположены в пустыне Сонора, рядом с аризонским городком Сан Луис, недалеко от мексиканской границы. Англоязычное название сооружения несколько отличается от того, что использовал профессор Заславский (Downdraft Tower и Energy Tower), но принцип работы тот же самый. Касательно авторов американского проекта ясности нет, некоторые источники упоминают имя Заславского, некоторые нет. В настоящее время продолжаются подготовительные работы по этому проекту.
2012 год. Эксергетическая башня — проект получения воды из воздуха или опреснения воды и её охлаждение, получение энергии от «искусственного ветра», захват СО2 из воздуха. Концепция и технология Эксергетической башни была предложена американским ученым Валерием Майсоценко. Она значительно дешевле и превосходит по эффективности башню Заславского. Свою концепцию Валерий Майсоценко представлял в университете Технион группе исследователей-последователей Заславского, и они подтвердили это. Этот проект представляется как актуальный для правительственной поддержки и реализации в Австралии или Персидском заливе. Климат этих регионов — сухой и жаркий, он идеален для реализации испарительных технологий цикла Майсоценко, однако требует значительного объёма инвестиций в завершение НИОКР и практической реализации.

## Предпосылки к созданию технологии
Одной из сложных проблем мировой энергетики является экономическая и политическая зависимость от ископаемого топлива, запасы которого уменьшаются. Другой тяжелой проблемой является загрязнение окружающей среды продуктами горения угля. Его горение выделяет в атмосферу «тепличные» газы, такие как СО2, который усиливает тепличный эффект. Эти проблемы требуют срочного нахождения альтернативных чистых и возобновимых видов топлива. Самые известные источники возобновляемой энергии это солнечная энергия, гидроэнергия и сгорание растений. Другим источником является технология «Энергетическая труба». Одним из её разработчиков профессор факультета агроинженерии Техниона Дан Заславский.

## Преимущества
- Нет потребности в дорогостоящих ресиверах.
- Возможна выработка возобновляемой энергии 24 часа в сутки без необходимости приема солнечных лучей[1].
- Занимаемая площадь в 10 раз меньше площади нужной для станции на солнечной энергии[1].
- В мире есть около 40 территорий, имеющих подходящие климатическо-географические условия для использования энергетических башен[1].
- Стоимость производства энергии самая низкая из всех существующих на сегодняшний день(1-4 цент/кВт).[2][5]
- Возможно также параллельно выработке электроэнергии использовать башню для опреснения морской воды. Стоимость такого опреснения будет в два раза ниже традиционной технологии обратного осмоса[1].

## Энергобаланс
Согласно предварительным оценкам строительства трубы к северу от Эйлата в
районе Ютваты, выяснилось, что около 33 % извлекаемой энергии пойдет на нагнетание воды, 22 % на потери на трение и кинетическую энергию и 45 % на энергию потребителям. Таким образом, энергобаланс оказывается положительным в диапазоне мощностей 200—600 МВт.

## Влияние на окружающую среду
Компьютерная модель показала, что холодный воздух не создаст оазис и изменение микроклимата. Холодный воздух находится в нижних 10 метрах и не смешивается с окружающим воздухом, из-за своей более высокой плотности. 
Расход воздуха маленький по сравнению с атмосферными потоками. Воздух приходит к трубе в силу глобального явления называемого «Ячейки Хадли» (Система вертикальной циркуляции в атмосфере обычно по три ячейки в пространстве между экватором и полюсами. При соприкосновении ячеек низких и умеренных широт вертикальные потоки направлены вниз, то есть воздух опускается. Это зона западных поверхностных ветров. В области контакта ячеек средних и высоких широт воздух поднимается. Это зона преобладающих восточных поверхностных ветров и струйного течения на больших высотах). Так что труба не может повлиять на глобальные процессы.

## Стоимость строительства
Стоимость возведения такой трубы в районе Эйлата оценивается в 850 миллионов долларов около 2300 $/КВт. По ходу разработок была выдвинута идея постройки трубы внутри горы, но была отвергнута как не рентабельная. Труба строится не из железобетона, а на основе  фермы. Изнутри трубы покрыта чем-то наподобие обивки. Технология строительства высоких зданий существует в Дубае и Китае, так что не будет представлять определяющей проблемы. С точки зрения прочности, внешний ветер влияет сильней, но труба спроектирована так, что она выдерживает любой самый сильный ветер в пустыне в данном районе.

## Проект австралийских инженеров
Проект, предложенный австралийскими инженерами, также интересен.
По замыслу исследователей в пустыне на территории в несколько гектаров необходимо разбить гигантский парник, а в его центре поставить 800-метровую трубу диаметром 150 метров. Из-за разницы температуры между тёплым и холодным воздухом возникнет мощная тяга. Сила этого потока обеспечит давление, достаточное для вращения 30 ветротурбин, установленных у подножия трубы.
Расчёты показали, что воздух в теплице будет нагреваться до 80-90°С, а труба выступит в роли «дымохода», обеспечивающего постоянную тягу. Мощность экспериментальной установки составит от 200 до 250 мегаватт. Этого хватит, чтобы обеспечить энергией несколько десятков фермерских хозяйств или город с населением 100 тыс. человек.
По заверениям разработчиков, установка сможет работать круглосуточно. Ведь хорошо нагретая за день почва превратится в теплоаккумулятор, способный даже ночью долгое время нагревать воздух, а значит, и создавать тягу в трубе.